# Schweinsdorf (Neusitz)

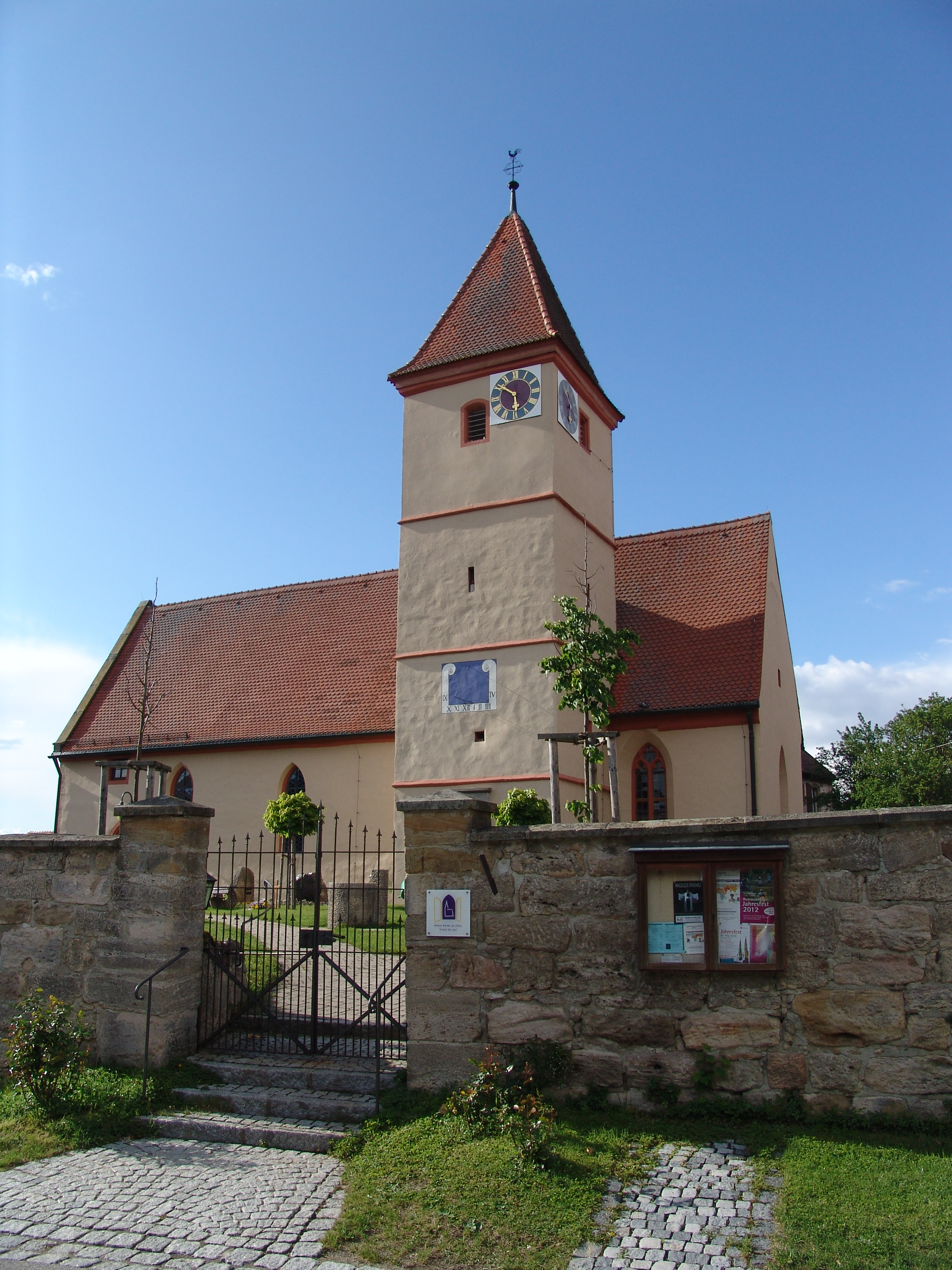
St. Ottilia

Schweinsdorf ist ein Gemeindeteil der Gemeinde Neusitz im Landkreis Ansbach (Mittelfranken, Bayern). Die Gemarkung Schweinsdorf hat eine Fläche von 4,573 km². Sie ist in 688 Flurstücke aufgeteilt, die eine durchschnittliche Fläche von 6647,37 m² haben. In ihr liegt neben dem namensgebenden Ort der Gemeindeteil Seehäusl.

## Geografie
Das Kirchdorf liegt in Tallage am Schweinsbach, der mit dem Bauerngraben 500 m westlich im Westen und schon auf Rothenburger Gebiet im von einem Naturschutzgebiet umgebenen Großen Lindleinsee zum Saubach zusammenfließt, der dann über den Steinbach zur Tauber entwässert. Im Südosten erhebt sich der Schweinsdorfer Ranken an der nahen Stufenkante der Frankenhöhe, im Nordosten der Vogelbachwald.

## Geschichte
Schweinsdorf ist wahrscheinlich ein Ausbauort von Gattenhofen, der im 8. bzw. 9. Jahrhundert angelegt wurde. 1128 wurde der Ort in einer Urkunde des Königs Lothar III. als „Sewtorff“ erstmals erwähnt, benannt nach den fünf Seen, die es um den Ort herum damals gab. 1249 wurde der Ort erstmals als „Swinsdorf“ genannt. Wie es zur Umdeutung kam, bleibt unklar.
Unter Führung des französischen Generals Ezéchiel de Mélac zündeten im November 1688 französische Mordbrenner 37 Häuser an und richteten einen Schaden von mindestens 8045 Gulden an.
Mit dem Gemeindeedikt (frühes 19. Jahrhundert) wurde der Steuerdistrikt Schweinsdorf gebildet. Zu diesem gehörten Chausseehaus, Gärtleinsseehaus, Linden und Nordenberg. Wenig später entstand die Ruralgemeinde Schweinsdorf, zu der Seehäusl gehörte. Sie unterstand in Verwaltung und Gerichtsbarkeit dem Landgericht Rothenburg und in der Finanzverwaltung dem Rentamt Rothenburg ob der Tauber (1919 in Finanzamt Rothenburg ob der Tauber umbenannt). Ab 1862 übernahm das Bezirksamt Rothenburg ob der Tauber die Verwaltung (1939 in Landkreis Rothenburg ob der Tauber umbenannt) und das Stadt- und Landgericht Rothenburg ob der Tauber die Gerichtsbarkeit (1879 in Amtsgericht Rothenburg ob der Tauber umbenannt). Die Gemeinde hatte 1964 eine Gebietsfläche von 4,534 km². Im Zuge der Gebietsreform in Bayern wurde sie am 1. Mai 1978 nach Neusitz eingemeindet.

### Baudenkmäler
In Schweinsdorf gibt es acht Baudenkmäler:
- Haus Nr. 11: Ehemaliges Wohnstallhaus
- Haus Nr. 12: Ehemaliges Wohnstallhaus
- Haus Nr. 32: Wohnhaus mit Scheune
- Haus Nr. 33: Ehemaliges Wohnstallhaus
- Haus Nr. 34: Ehemaliges Wohnstallhaus
- Haus Nr. 36: Evang.-luth. Pfarrhaus
- Haus Nr. 48: Evang.-luth. Pfarrkirche St. Ottilia

### Bodendenkmäler
In der Gemarkung Schweinsdorf gibt es sieben Bodendenkmäler.

### Einwohnerentwicklung
Gemeinde Schweinsdorf
| Jahr      | 1818  | 1840   | 1852   | 1855   | 1861   | 1867   | 1871   | 1875   | 1880   | 1885   | 1890   | 1895   | 1900   | 1905   | 1910   | 1919   | 1925   | 1933   | 1939   | 1946   | 1950   | 1952   | 1961   | 1970   |
| Einwohner | 243   | 283    | 286    | 301    | 294    | 298    | 292    | 290    | 307    | 296    | 311    | 316    | 320    | 324    | 304    | 311    | 303    | 296    | 277    | 357    | 381    | 384    | 295    | 298    |
| Häuser    | 46    | 57     |        |        |        |        | 60     |        |        | 64     | 64     |        | 65     |        |        |        | 66     |        |        |        | 72     |        | 71     |        |
| Quelle    | [ 8 ] | [ 10 ] | [ 16 ] | [ 16 ] | [ 17 ] | [ 18 ] | [ 19 ] | [ 20 ] | [ 21 ] | [ 22 ] | [ 23 ] | [ 16 ] | [ 24 ] | [ 16 ] | [ 25 ] | [ 16 ] | [ 26 ] | [ 16 ] | [ 16 ] | [ 16 ] | [ 27 ] | [ 16 ] | [ 11 ] | [ 28 ] |

Ort Schweinsdorf
| Jahr      | 001818 | 001840 | 001861 | 001871 | 001885 | 001900 | 001925 | 001950 | 001961 | 001970 | 001987 |
| Einwohner | 240    | 277    | 294    | 289    | 292    | *320   | *303   | *381   | *295   | 295    | 266    |
| Häuser    | 45     | 55     |        |        | 63     | *65    | *66    | *72    | *71    |        | 83     |
| Quelle    | [ 8 ]  | [ 10 ] | [ 17 ] | [ 19 ] | [ 22 ] | [ 24 ] | [ 26 ] | [ 27 ] | [ 11 ] | [ 28 ] | [ 1 ]  |

## Religion
1333 erhielt Schweinsdorf eine eigene Pfarrstelle mit der Pfarrkirche St. Ottilia, die bis dahin Filialkirche von St. Michael in Gattenhofen war. Die Kirchengemeinde hatte 1730 200 und 1775 241 Mitglieder.
Die Einwohner römisch-katholischer Konfession sind nach St. Johannis (Rothenburg ob der Tauber) gepfarrt.

## Verkehr
Eine Gemeindeverbindungsstraße führt nach Neusitz zur Staatsstraße 2250 (3 km südlich) bzw. nach Linden zur Kreisstraße AN 8 (2,2 km östlich). Weitere Gemeindeverbindungsstraßen führen nach Rothenburg ob der Tauber zur Staatsstraße 2419 (3,5 km südwestlich), nach Hartershofen (2,2 km nördlich) und nach Nordenberg (2 km nordöstlich) jeweils zur AN 8.
Der Ort hat einen Haltepunkt an der Bahnstrecke Steinach bei Rothenburg–Dombühl.
Oberhalb von Schweinsdorf beim Schweinsdorfer Ranken verlaufen die Fernwanderwege Europäische Wasserscheide und Jean-Haagen-Weg.